# Saint-Cernin (Cantal)
Saint-Cernin (okzitanisch: Sant Sarnin) ist eine französische Gemeinde mit 1.047 Einwohnern (Stand: 1. Januar 2022) im Département Cantal in der Region Auvergne-Rhône-Alpes; sie gehört zum Arrondissement  Aurillac und zum Kanton  Naucelles.

## Geographie
Saint-Cernin liegt etwa 14 Kilometer nordnordwestlich von Aurillac im Tal des Flusses Doire. Umgeben wird Saint-Cernin von den Nachbargemeinden Saint-Cirgues-de-Malbert im Norden und Nordwesten, Saint-Chamant im Norden und Nordosten, Saint-Projet-de-Salers im Nordosten, Tournemire im Osten, Marmanhac im Osten und Südosten, Jussac im Süden, Freix-Anglards im Süden und Südwesten sowie Saint-Illide im Westen.
Durch die Gemeinde führt die frühere Route nationale 122 (heutige D922).

## Bevölkerungsentwicklung
| Jahr                       | 1962 | 1968 | 1975 | 1982 | 1990 | 1999 | 2006 | 2013 |
| Einwohner                  | 1677 | 1448 | 1314 | 1245 | 1164 | 1128 | 1068 | 1118 |
| Quellen: Cassini und INSEE |      |      |      |      |      |      |      |      |

## Sehenswürdigkeiten
- romanische Kirche
- Schloss Bournazel mit Mühle
- Schloss Le Cambon, Monument historique
- Schloss Ourzeaux
- Schloss Ragheaud aus dem 15. Jahrhundert, seit 1964 Monument historique
- Donjon von Marzes

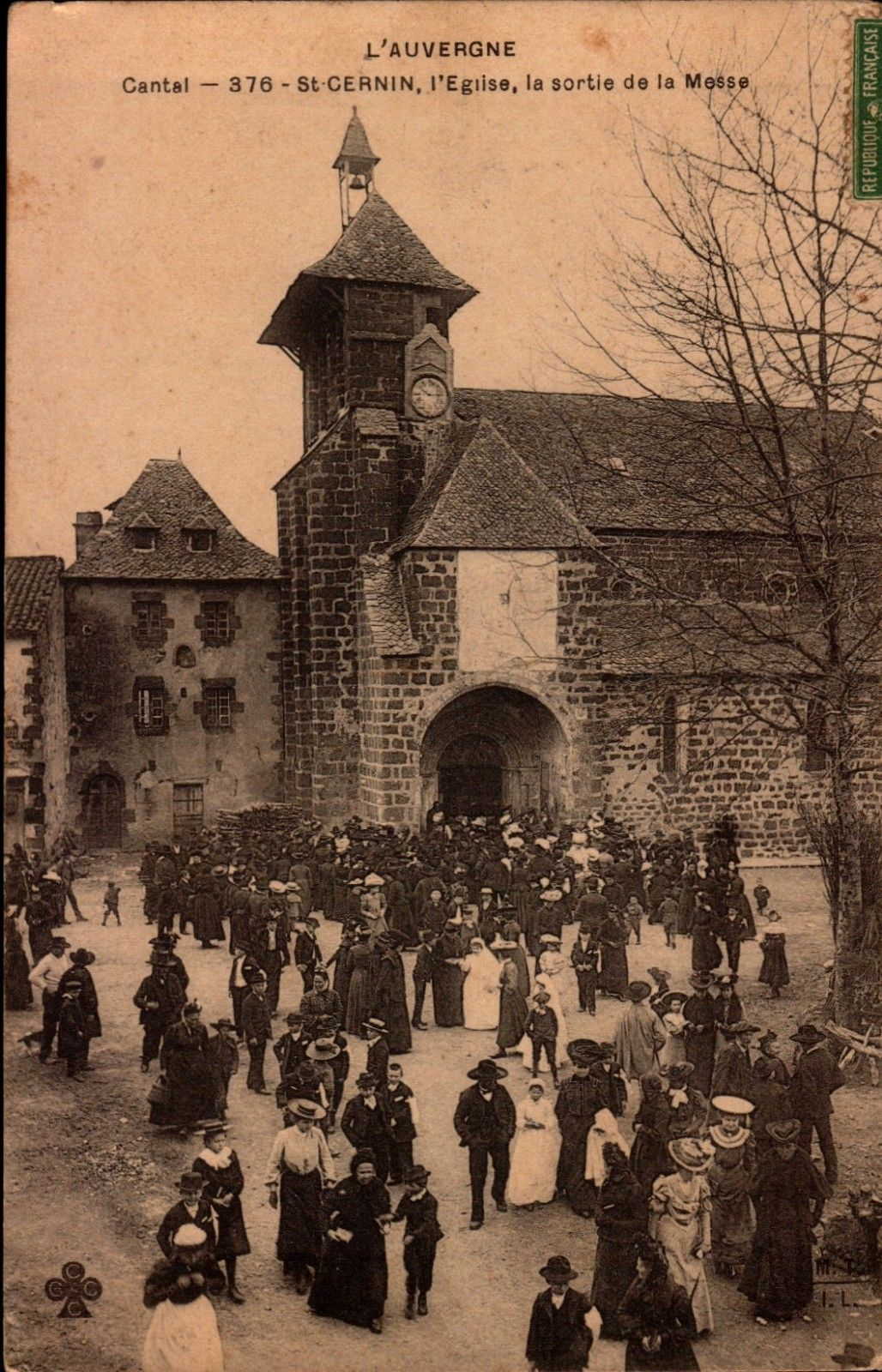
Die Kirche um 1910.
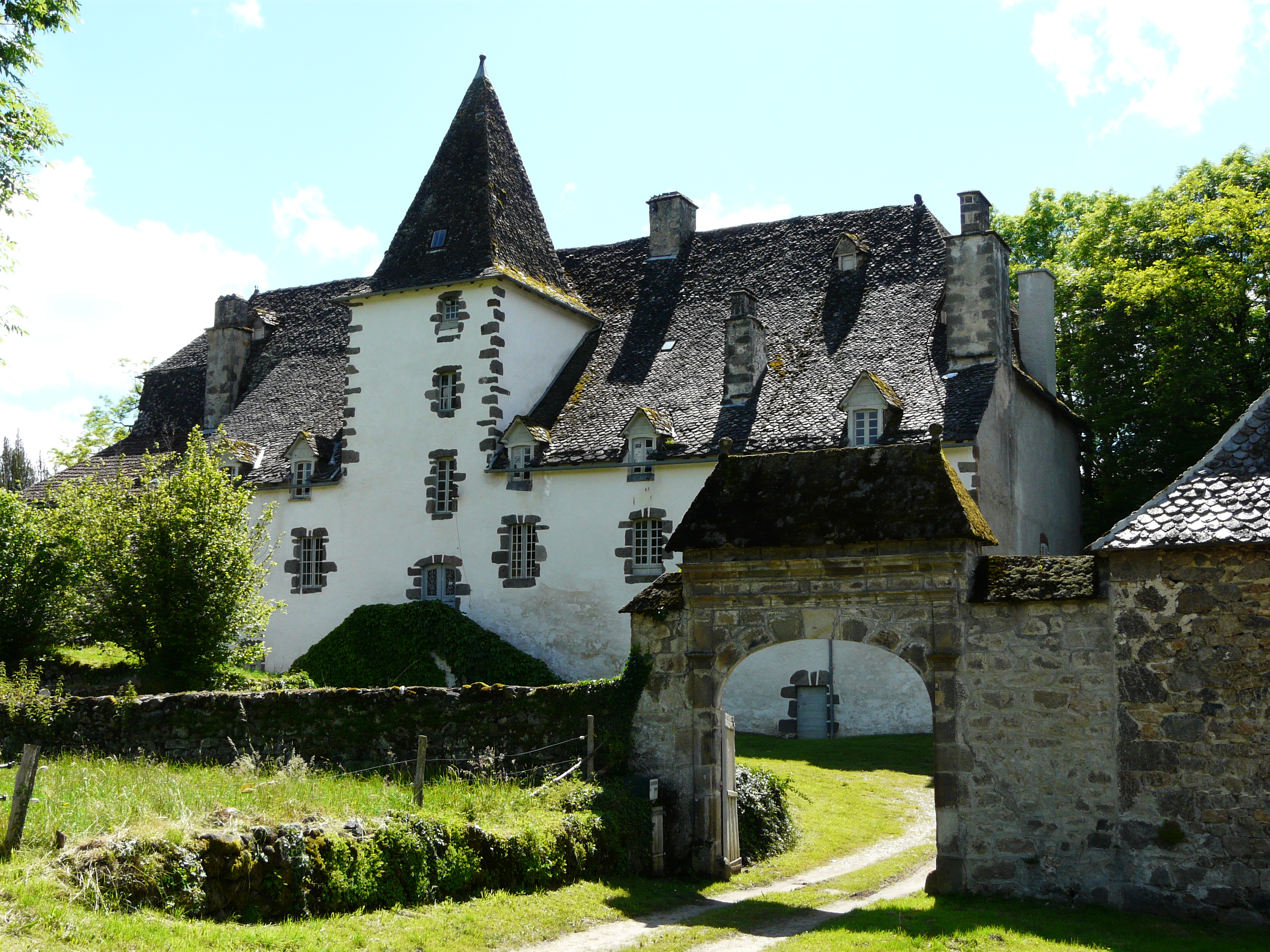
Schloss Le Cambon
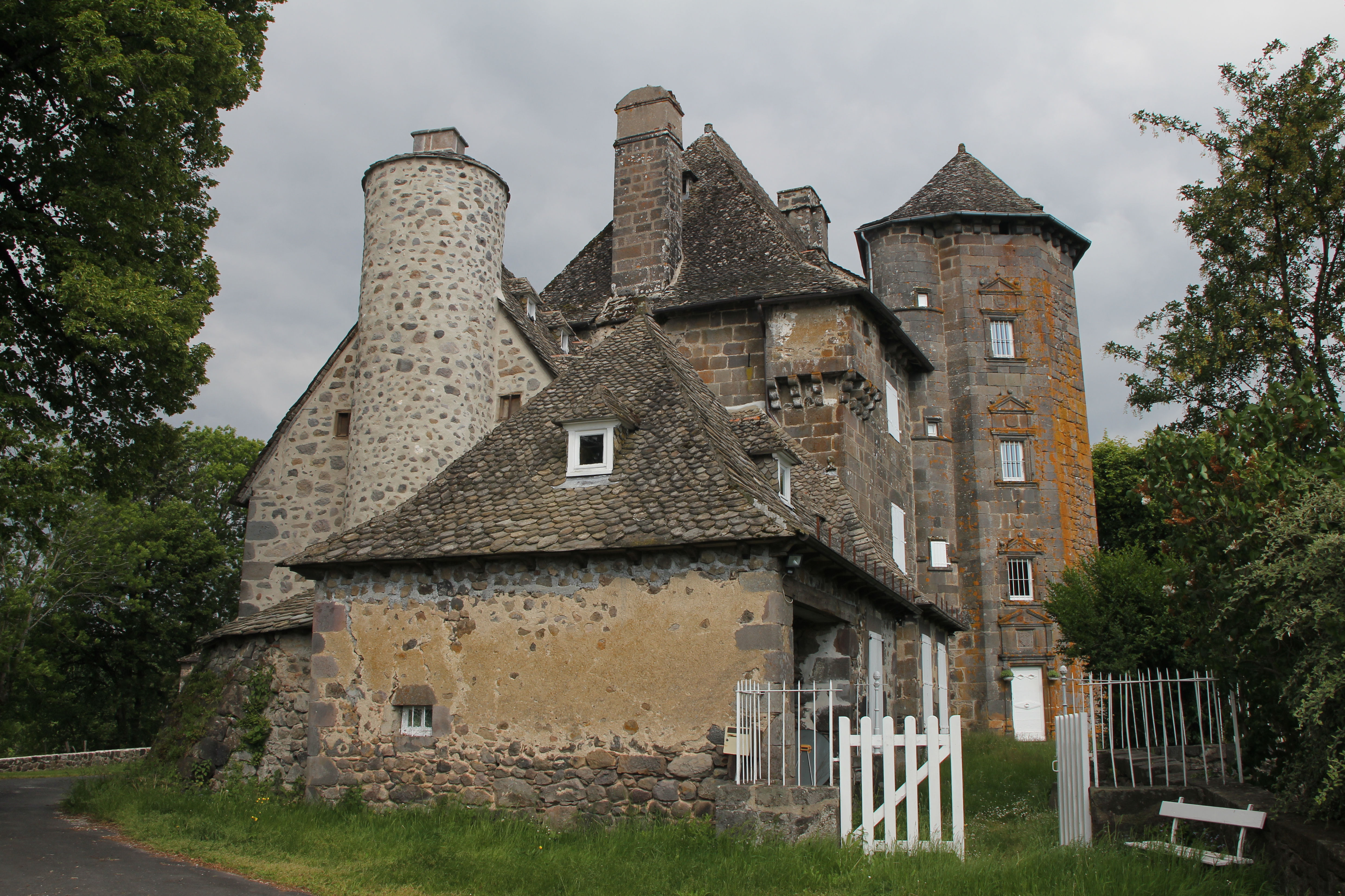
Schloss Ragheaud
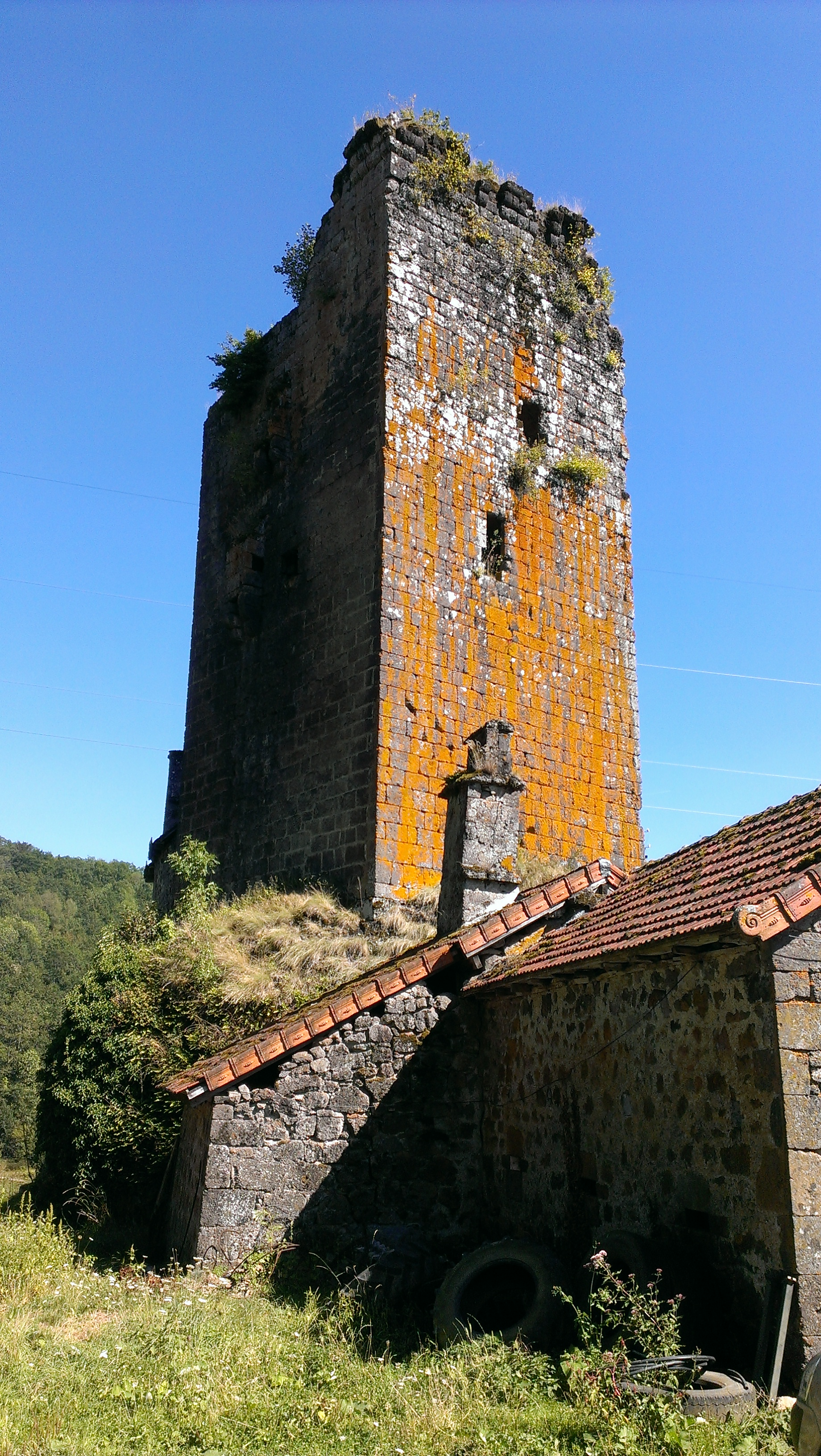
Donjon von Marzes

## Persönlichkeiten
- Henri Mondor (1885–1962), Arzt und Literaturhistoriker